# Gopnik

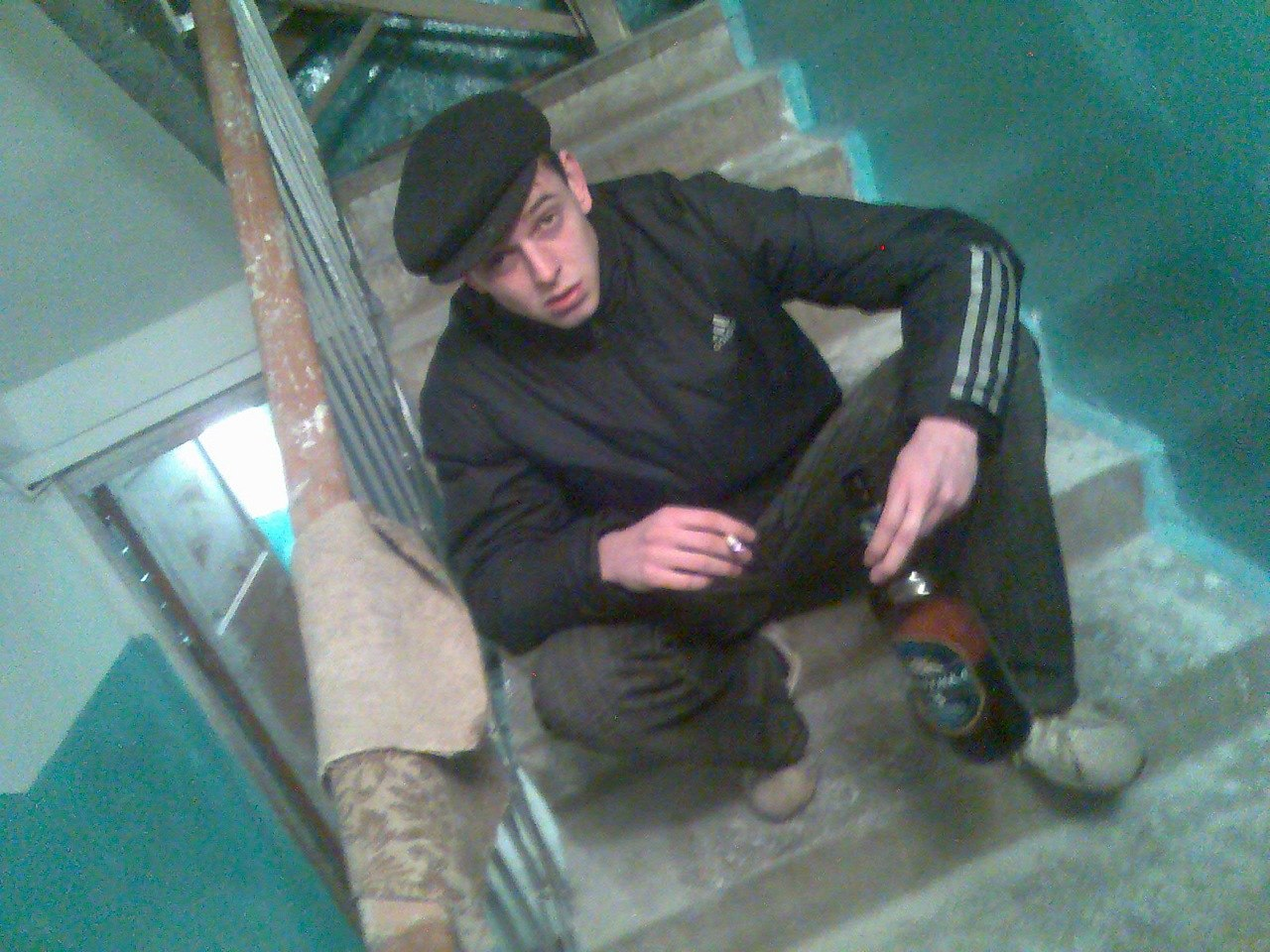
Le stéréotype du gopnik accroupi dans une cage d'escalier.

Gopnik (du russe гопник) est un nom péjoratif désignant en Russie, en Ukraine et dans les pays de l'ex-URSS un homme de classe populaire vivant généralement en banlieue, avec un niveau d’éducation bas et un revenu souvent faible.
L'équivalent féminin est appelé gopnitsa (en russe гопница).
Il s'agit d'une culture jeune.

## Apparence et comportement
De nombreux stéréotypes sont associés au gopnik. Il est souvent représenté accroupi dans un espace public (parcs, arrêts de bus…). Cette position serait héritée des prisonniers soviétiques qui ne souhaitaient pas s’asseoir sur le sol froid.
Les gopniks sont souvent vêtus de survêtements Adidas, popularisés pendant les Jeux olympiques d'été de 1980 par l’équipe olympique soviétique, certains vouant une vraie passion aux « trois bandes » de la marque. Cela dit, certains gopniks renient la marque d'origine, se tournant vers des contrefaçons, Adidas étant une multinationale, contraire à l'esprit du courant.
Parmi les attributs du gopnik, on retrouve les graines de tournesol, les cigarettes bon marché, le kvas, la vodka, les mocassins, le béret et leur style de musique favori : le hardbass.

## Origine
Selon le Dictionnaire explicatif de la langue russe vivante du lexicographe russe Vladimir Dal, « gop » signifie « sauter, sautiller ou frapper ».
Cette signification est dérivée de l’abréviation russe ГOП (« GOP »), de « Городское общество призора » (« Gorodskoïe obchtchestvo prizora ») ГOП, ce qui traduit du russe signifie « Société d’État des prisons de Saint-Pétersbourg ». À la fin du XIXe siècle, cette institution pour jeunes gens pauvres était située en plein centre de Saint-Pétersbourg, en face de la gare de Moscou, dans l’un des bâtiments de l’hôtel Oktiabrskaïa, anciennement hôtel Znamenskaïa, autrefois à la mode. Les enfants étaient encadrés sous forme d'un mouvement de jeunesse dans un but de réinsertion sociale. Le principe s'est ensuite étendu dans tout l'Empire Russe.
Avec la révolution de 1917, le bâtiment est nationalisé et conserve sa fonction. Il fut rebaptisé en « Государственный дом пролетариата » c'est-à-dire Foyer d’État du Prolétariat, ce qui permit d'en conserver l’acronyme. Toutefois, dès les années 1920, du fait de la misère, la plupart des résidents n’étaient pas des jeunes ouvriers, mais des jeunes sans-abri. En effet pour de multiples raisons allant de la guerre civile en Russie, aux épidémies et aux années de famine, il y avait beaucoup d’enfants sans abri en Russie. Les résidents de cette institution, manquant d'encadrement, ne travaillant pas, vivaient de petits larcins, de cambriolages etc. Cela contribua à leur donner le qualificatif de « GOPniks » lequel était synonyme de mauvaise réputation, et qui s'étendit à tout le quartier Ligovka, où se trouvait cette institution. 
Il en fut ainsi jusqu'au milieu des années 1930 où Paulina Onouchonok, la première femme chef du service de police en URSS, résolut le problème en encadrant ces jeunes crimimels d'un programme éducatif strict. Les gopniks qui n'en beneficièrent pas ou voulurent y échapper « déménagèrent » du centre-ville vers la les quartiers dortoirs de la périphérie de la ville.